# Trophoninae
Trophoninae là một phân họ ốc biển săn mồi, là động vật thân mềm chân bụng sống ở biển trong họ Muricidae, họ ốc gai.

## Các chi
Theo Cơ sở dữ liệu sinh vật biển, các chi thuộc phân họ Trophoninae bao gồm:
- Abyssotrophon Egorov, 1993
- Afritrophon Tomlin, 1947
- Anatrophon Iredale, 1929
- Benthoxystus Iredale, 1929
- Boreotrophon P. Fischer, 1884
- Comptella Finlay, 1926
- Conchatalos Houart, 1995
- Coronium Simone, 1996
- Enatimene Iredale, 1929
- Fuegotrophon Powell, 1951
- Gemixystus Iredale, 1929
- Houartiella Smriglio, Mariottini & Bonfitto, 1997
- Leptotrophon Houart, 1995
- Litozamia Iredale, 1929
- Minortrophon Finlay, 1926
- Nipponotrophon Kuroda & Habe, 1971
- Nodulotrophon Habe & Ito, 1965
- Pagodula Monterosato, 1884
- Paratrophon Finlay, 1926
- Scabrotrophon McLean, 1996
- Terefundus Finlay, 1926
- Tromina Dall, 1918
- Trophon Montfort, 1810
- Trophonella Harasewych & Pastorino, 2010
- Trophonopsis Bucquoy, Dautzenberg & Dollfus, 1882
- Xenotrophon Iredale, 1929
- Xymene Iredale, 1915
- Xymenopsis Powell, 1951